# تريستان ديلوش
تريستان ديلوش (بالإنجليزية: Tristan DeLoach)‏ هو لاعب كرة قدم أمريكي في مركز الوسط، ولد في 2 أغسطس 2002 في سافانا في الولايات المتحدة. لعب مع نادي تورمينتا.